# Eparchie Holy Family of London
Die Eparchie Holy Family of London (englisch Eparchy of the Holy Family of London, ukrainisch Лондонська єпархія Пресвятої Родини, lateinisch Eparchia Sacrae Familiae Londonensis) ist eine in Großbritannien gelegene Eparchie der ukrainischen griechisch-katholischen Kirche mit Sitz in London.

## Geschichte
Die ersten ukrainischen Einwanderer wurden unmittelbar nach Ende des Zweiten Weltkriegs in London ansässig. Es waren meistens Soldaten aus der Ukraine, die der Ukrainisch Griechisch-katholischen Kirche angehörten und von Verfolgungen bedroht waren. Papst Pius XII. gründete daraufhin, mit der Bulle Quia Christus am 10. Juni 1957, das Apostolische Exarchat England und Wales (Inghilterra e Galles). Mit dem Dekret Apostolica Constitutione nahm es am 12. Mai 1968 den Namen Apostolisches Exarchat Großbritannien an. Der Erzbischof von Westminster William Godfrey hatte von 1957 bis 1963 das Exarchat von England und Wales in einer Nebenfunktion geleitet. Sein hauptamtlicher Nachfolger erwarb die „King’s Weigh House Church“ in London, ließ sie für den byzantinischen Ritus umbauen und weihte sie der „Holy Family  in Exil“. Mit der Einrichtung der Kirche und der Einrichtung als Bischofssitz erhielt die Kirche die Ernennung zur Ukrainisch-katholischen Kathedrale of The Holy Family in Exil. Die Namensbezeichnung verweist auf die Flucht der Heiligen Familie nach Ägypten. Benedikt XVI. erhob es am 18. Januar 2013 zur Eparchie.

## Ordinarien

### Apostolische Exarchen von England und Wales
- William Godfrey (10. Juni 1957–22. Januar 1963)
- Augustine Eugene Hornyak OSBM (18. April 1963–12. Mai 1968)

### Apostolische Exarchen von Großbritannien
- Augustine Eugene Hornyak OSBM (12. Mai 1968 – 29. September 1987)
  - Michel Hrynchyshyn CSsR (29. September 1987 – 24. Juni 1989) (Apostolischer Administrator)
- Michael Kuchmiak CSsR (27. Februar 1988 – 5. April 2002)
- Paul Patrick Chomnycky OSBM (5. April 2002 – 3. Januar 2006, dann Bischof von Stamford)
  - Hlib Lonchyna MSU (2. Juni 2009 – 14. Juni 2011) (Apostolischer Administrator)
- Hlib Lonchyna MSU (14. Juni 2011 – 18. Januar 2013)

### Bischöfe der Eparchie Holy Family of London
- Hlib Lonchyna MSU (18. Januar 2013 – 1. September 2019)
- Kenneth Nowakowski (seit 15. Januar 2020)

## Statistik
| Jahr                                  | Bevölkerung                           | Bevölkerung                           | Bevölkerung                           | Priester                              | Priester                              | Priester                              | Priester                              | Ständige Diakone                      | Ordensleute                           | Ordensleute                           | Pfarreien                             |
| Jahr                                  | Katholiken                            | Einwohner                             | %                                     | Gesamtzahl                            | Diözesan- priester                    | Ordens- priester                      | Katholiken je Priester                | Ständige Diakone                      | männlich                              | weiblich                              | Pfarreien                             |
| Apostolisches Exarchat Großbritannien | Apostolisches Exarchat Großbritannien | Apostolisches Exarchat Großbritannien | Apostolisches Exarchat Großbritannien | Apostolisches Exarchat Großbritannien | Apostolisches Exarchat Großbritannien | Apostolisches Exarchat Großbritannien | Apostolisches Exarchat Großbritannien | Apostolisches Exarchat Großbritannien | Apostolisches Exarchat Großbritannien | Apostolisches Exarchat Großbritannien | Apostolisches Exarchat Großbritannien |
| ------------------------------------- | ------------------------------------- | ------------------------------------- | ------------------------------------- | ------------------------------------- | ------------------------------------- | ------------------------------------- | ------------------------------------- | ------------------------------------- | ------------------------------------- | ------------------------------------- | ------------------------------------- |
| 1969                                  | ?                                     | ?                                     | ?                                     | 17                                    | 13                                    | 4                                     | ?                                     |                                       | 4                                     | 7                                     | 11                                    |
| 1978                                  | 25.000                                | ?                                     | ?                                     | 12                                    | 9                                     | 3                                     | 2.083                                 |                                       | 3                                     | 5                                     | 13                                    |
| 1990                                  | 27.000                                | ?                                     | ?                                     | 16                                    | 13                                    | 3                                     | 1.687                                 |                                       | 3                                     | 4                                     | 14                                    |
| 1998                                  | 15.000                                | ?                                     | ?                                     | 14                                    | 12                                    | 2                                     | 1.071                                 |                                       | 2                                     | 4                                     | 14                                    |
| 1999                                  | 15.000                                | ?                                     | ?                                     | 14                                    | 12                                    | 2                                     | 1.071                                 |                                       | 2                                     | 5                                     | 14                                    |
| 2000                                  | 15.000                                | ?                                     | ?                                     | 14                                    | 12                                    | 2                                     | 1.071                                 |                                       | 2                                     | 4                                     | 14                                    |
| 2001                                  | 15.000                                | ?                                     | ?                                     | 15                                    | 12                                    | 3                                     | 1.000                                 |                                       | 3                                     | 4                                     | 14                                    |
| 2002                                  | 15.000                                | ?                                     | ?                                     | 15                                    | 12                                    | 3                                     | 1.000                                 |                                       | 3                                     | 4                                     | 14                                    |
| 2005                                  | 50.000                                | ?                                     | ?                                     | 19                                    | 15                                    | 4                                     | 2.631                                 |                                       | 4                                     |                                       | 15                                    |
| 2009                                  | 10.000                                | ?                                     | ?                                     | 17                                    | 12                                    | 5                                     | 588                                   |                                       | 5                                     | 1                                     | 12                                    |
| 2012                                  | 10.130                                | ?                                     | ?                                     | 14                                    | 11                                    | 3                                     | 723                                   |                                       | 3                                     | 1                                     | 12                                    |
| Eparchie Holy Family of London        |                                       |                                       |                                       |                                       |                                       |                                       |                                       |                                       |                                       |                                       |                                       |
| 2013                                  | 10.210                                | ?                                     | ?                                     | 14                                    | 11                                    | 3                                     | 729                                   |                                       | 3                                     | 1                                     | 16                                    |
| 2019                                  | 12.500                                | ?                                     | ?                                     | 17                                    | 14                                    | 3                                     | 735                                   |                                       | 3                                     | 3                                     | 16                                    |
| 2013                                  | 13.000                                | ?                                     | ?                                     | 21                                    | 17                                    | 4                                     | 619                                   |                                       | 4                                     | 2                                     | 18                                    |
| 2021                                  | 13.000                                | ?                                     | ?                                     | 14                                    | 13                                    | 1                                     | 928                                   |                                       | 1                                     |                                       | 15                                    |

## Pfarreien in England und Wales

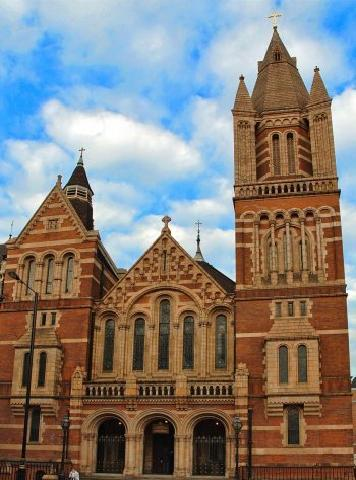
Cathedral of the Holy Family in Exile

### London und der Süden
- London: Ukrainian Catholic Cathedral of the Holy Family in Exile, Mayfair[2] §
- Bristol: Saint Mary’s on the Quay, Colston Avenue (verwaltet von Gloucester)

### Midlands
- Birmingham: Saint Catherine of Sienna's Church, Bristol Street (verwaltet von Wolverhampton)
- Bedford: St Josaphat Ukrainian Greek Catholic Church, 52 York Street (verwaltet von London)
- Coventry: St Vladimir the Great, Broad Street §
- Derby: St Michael’s Ukrainian Catholic Church, Dairyhouse Road
- Gloucester: Good Shepherd Ukrainian Catholic Church, Derby Road § (Fr Stephan Wiwcharuk)
- Leicester: Ascension of Our Lord Ukrainian Catholic Church
- Nottingham: Our Lady of Perpetual Succour and Saint Alban Ukrainian Catholic Church, Bond Street, Sneinton §
- Peterborough: St Olga Ukrainian Catholic Church, New Road, Woodston
- Wolverhampton: Saints Volodymyr and Olga Ukrainian Catholic Church, Merridale Street West §

### Norden
- Ashton-under-Lyne: St Paul’s Church, Ashton-under-Lyne, Stockton Road (verwaltet von Oldham, Greater Manchester)
- Rochdale: St Mary and St James Ukrainian Catholic Church, Wardleworth, 328 Yorkshire Street §
- Bolton: All Saints Ukrainian Catholic Church, All Saints Street §
- Blackburn: Saint Alban’s Church, Lingard Terrace (verwaltet von Bolton)
- Bradford: The Holy Trinity And Our Lady Of Pochayer Ukrainian Catholic Church, Wilmer Road, Bradford § (verwaltet von den Basilian Fathers, mit Sitz der Sisters Servants of Mary Immaculate)
- Dewsbury: Our Lady and Saint Paulinus, Huddersfield Road (verwaltet von Bradford)
- Manchester: St Mary’s Ukrainian Catholic Church, Cheetham Hill Road[3]
- Manchester: Our Lady of the Assumption, Bury Old Road, Salford §
- Oldham: SS Peter and Paul and All Saints Ukrainian Catholic Church § (Revd Bohdan-Benjamin Lysykanych, D Litt, Phd, Syncellus)

### Wales
- Cardiff: Gemeinde von St Theodore of Tarsus at St Cuthbert's, Pomeroy Street
- Swansea: Gemeinde von St Theodore of Tarsus at St Peter’s, Morriston

## Pfarreien in Schottland
- Leith: St Andrew’s Ukrainian Catholic Church, Dalmeny Street